# Jacob Charles Vouza
Jacob Charles Vouza (Guadalcanal, 1900 – Honiara, 15 de março de 1984) foi um condecorado militar das Ilhas Salomão que atuou durante a II Guerra Mundial como vigia da costa. Foi também batedor dos Corpo de Fuzileiros Navais dos Estados Unidos da América em Guadalcanal.
Recebeu a comenda de Cavaleiro do Governo Britânico das mãos da Rainha Elizabeth II, em 1979.

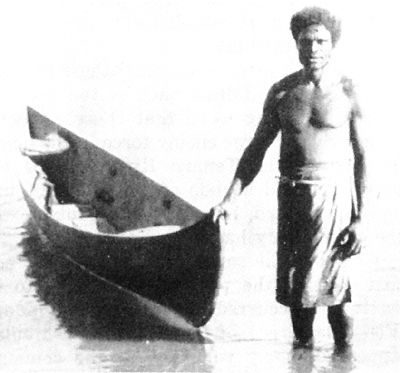
Jacob Charles Vouza